# Phyllodoce japonica
Phyllodoce japonica är en ringmaskart som beskrevs av Imajima 1967. Phyllodoce japonica ingår i släktet Phyllodoce och familjen Phyllodocidae. Inga underarter finns listade i Catalogue of Life.